# Lewis H. Sweetser

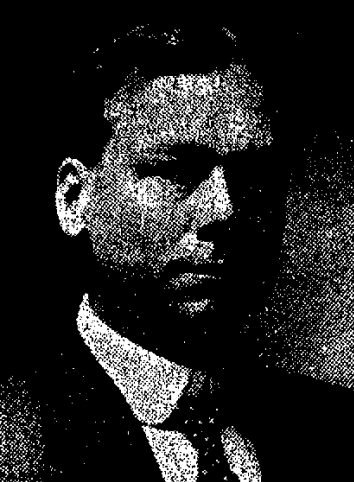
Lewis H. Sweetser (1908)

Lewis Hobart Sweetser (* 13. Januar 1868 in San Francisco, Kalifornien; † 9. Juni 1944 in Los Angeles, Kalifornien) war ein US-amerikanischer Politiker. Zwischen 1909 und 1913 war er Vizegouverneur des Bundesstaates Idaho.

## Werdegang
Lewis Sweetser entstammte einer Rancherfamilie, die ab 1871 im südlichen Idaho ansässig war. Er wurde später in seine ursprüngliche Heimat zurückgeschickt, wo er die Urban School in San Francisco absolvierte. Anschließend studierte er an der University of California in Berkeley und dann an der Yale University. Im Jahr 1889 kehrte er auf die Familienranch in Idaho zurück, wo er Viehzucht betrieb. Er war auch an verschiedenen anderen landwirtschaftlichen und geschäftlichen Unternehmen beteiligt. Gleichzeitig schlug er als Mitglied der Republikanischen Partei eine politische Laufbahn ein. In den Jahren 1901 und 1902 sowie nochmals von 1905 bis 1906 saß er als Abgeordneter im Repräsentantenhaus von Idaho.
1908 wurde Sweetser an der Seite von James H. Brady zum Vizegouverneur von Idaho gewählt. Dieses Amt bekleidete er zwischen dem 4. Januar 1909 und dem 6. Januar 1913. Dabei war er Stellvertreter des Gouverneurs und Vorsitzender des Staatssenats. Ab 1911 diente er unter dem neuen Gouverneur James H. Hawley.
In seinen späteren Jahren schrieb Sweetser historische Artikel in Zeitungen und hielt Vorlesungen über geschichtliche Geschehnisse. Seit 1902 war er mit Clara Hawkins verheiratet. Nach deren Tod Mitte der 1930er Jahre verfiel er dem Spiritualismus und dem Okkultismus. Er starb am 9. Juni 1944 in Los Angeles, einen Tag nach seinem langjährigen Freund und Geschäftspartner George Burroughs. Beide wurden gemeinsam in einem Krematorium verbrannt.